# Liste von Namensreaktionen/B
| Entdecker | Jahr             | Reagenzien | Kurzbeschreibung | Zielmolekül(e)                                                                | Quelle            |
| Babler-Oxidation | Babler-Oxidation | Babler-Oxidation | Babler-Oxidation | Babler-Oxidation                                                              | Babler-Oxidation  |
| --- | ---------------- | --- | --- | ----------------------------------------------------------------------------- | ----------------- |
| James Babler | 1976             | tertiäre Alkohole, Pyridiniumchlorochromat                                                                                     | Oxidation | Enone                                                                         | [ 1 ]             |
| Reaktionsschema Babler-Oxidation |                  | | |                                                                               |                   |
| Baddeley-Isomerisierung |                  | | |                                                                               |                   |
| George Baddeley | 1933             | Polyalkylbenzole, protische Säure, Lewis-Säure                                                                                 | Umlagerung | energetisch günstigere Polyalkylbenzole                                       | [ 2 ]             |
| Reaktionsschema Baddeley-Isomerisierung |                  | | |                                                                               |                   |
| Baer-Fischer-Aminozuckersynthese |                  | | |                                                                               |                   |
| Hans Helmut Baer, Hermann Fischer | 1958             | zuckerartige Dialdehyde, Nitroalkane, Wasserstoff                                                                              | Aldolkondensation, Hydrierung | 3-Aminozucker                                                                 | [ 3 ]             |
| Baekeland-Manasse-Lederer-Reaktion (Bakelit-Prozess) |                  | | |                                                                               |                   |
| Leo Hendrik Baekeland, Otto Manasse, Leonhard Lederer | 1894             | Phenol, Formaldehyd | Polykondensation | Phenol-Formaldehyd-Harze                                                      | [ 4 ] [ 5 ] [ 6 ] |
| Reaktionsschema Baekeland-Manasse-Lederer-Reaktion |                  | | |                                                                               |                   |
| Baeyer-Diarylmethan-Synthese |                  | | |                                                                               |                   |
| Adolf von Baeyer | 1872             | Aromaten, Formaldehyd | Kondensation | Diarylmethane                                                                 | [ 7 ]             |
| Reaktionsschema Baeyer-Diarylmethan-Synthese |                  | | |                                                                               |                   |
| Baeyer-Drewson-Indigosynthese |                  | | |                                                                               |                   |
| Adolf von Baeyer, Viggo Drewsen | 1882             | o-Nitrobenzaldehyd, Aceton | Aldolkondensation | Indigo                                                                        | [ 8 ]             |
| Reaktionsschema Baeyer-Drewson-Indigosynthese |                  | | |                                                                               |                   |
| Baeyer-Emmerling-Indolsynthese |                  | | |                                                                               |                   |
| Adolf von Baeyer, Adolph Emmerling | 1869             | ortho-Nitrozimtsäure, Eisen, Base                                                                                              | Bildung einer Nitrosoverbindung, Kondensation unter Ringschluss, Decarboxylierung                                                     | Indol                                                                         | [ 9 ]             |
| Reaktionsschema Baeyer-Emmerling-Indolsynthese |                  | | |                                                                               |                   |
| Baeyer-Jackson-Indolsynthese |                  | | |                                                                               |                   |
| Adolf von Baeyer, O. R. Jackson | 1880             | ortho-Nitrophenylacetaldehyd/ortho-Nitrobenzylketone, Zink, Ammoniumhydroxid                                                   | Cyclisierung | Indole                                                                        | [ 10 ]            |
| Baeyer-Mills-Reaktion |                  | | |                                                                               |                   |
| Adolf von Baeyer, Charles K. Mills | 1874/95          | Nitrosobenzole, Aniline | Kondensation | Azobenzole                                                                    | [ 11 ] [ 12 ]     |
| Reaktionsschema Baeyer-Mills-Reaktion |                  | | |                                                                               |                   |
| Baeyer-Oxindol-Synthese |                  | | |                                                                               |                   |
| Adolf von Baeyer | 1878             | ortho-Nitrophenylessigsäure, Wasserstoff                                                                                       | Reduktion unter Ringschluss | Oxindol                                                                       | [ 13 ]            |
| Reaktionsschema Baeyer-Oxindol-Synthese |                  | | |                                                                               |                   |
| Baeyer-Pyridinsynthese |                  | | |                                                                               |                   |
| Adolf von Baeyer | 1910             | Pyrane, Dimethylsulfat, Perchlorsäure, Ammoniumcarbonat                                                                        | Bildung eines Oxoniumsalzes, Anlagerung des Amins, Ringöffnung, Abspaltung von Wasser, Ringschluss                                    | Pyridine                                                                      | [ 14 ]            |
| Reaktionsschema Baeyer-Pyridinsynthese |                  | | |                                                                               |                   |
| Baeyer-Villiger-Oxidation |                  | | |                                                                               |                   |
| Adolf von Baeyer, Victor Villiger | 1899             | Ketone, Peroxide wie meta-Chlorperbenzoesäure                                                                                  | Oxidation | Carbonsäureester                                                              | [ 15 ]            |
| Reaktionsschema Baeyer-Villiger-Oxidation |                  | | |                                                                               |                   |
| Baeyer-Villiger-Tritylierung |                  | | |                                                                               |                   |
| Adolf von Baeyer, Victor Villiger | 1902             | Phenole, Triphenylmethanol, Säure                                                                                              | Friedels-Crafts-Reaktion | Einführung einer Triphenylgruppe an den aromatischen Ring                     | [ 16 ]            |
| Reaktionsschema Baeyer-Villiger-Tritylierung |                  | | |                                                                               |                   |
| Bailey-Criss-Cross-Cycloaddition |                  | | |                                                                               |                   |
| James R. Bailey | 1917             | Aldazine, Alkene/Alkine/Nitrile                                                                                                | [2+3]-Cycloaddition | Diazabicycloctane                                                             | [ 17 ]            |
| Reaktionsschema Bailey-Criss-Cross-Cycloaddition |                  | | |                                                                               |                   |
| Bailey-Liebeskind-Indolinsynthese |                  | | |                                                                               |                   |
| William F. Bailey, Lanny S. Liebeskind | 1996             | ortho-Halogen-N-allylaminoaromaten, Butyllithium, Tetramethylethylendiamin                                                     | Lithiierung, Cyclisierung | 3-substituierte Indoline                                                      | [ 18 ] [ 19 ]     |
| Bailey-Peptidsynthese |                  | | |                                                                               |                   |
| J. Leggett Bailey | 1949             | α-Aminosäure-N-carbonsäureanhydriden (NCAs), Aminosäuren/Peptid-Ester                                                          | Peptidsynthese | Peptide                                                                       | [ 20 ]            |
| Reaktionsschema Bailey-Peptidsynthese |                  | | |                                                                               |                   |
| Baizer-Prozess |                  | | |                                                                               |                   |
| Manuel M. Baizer | 1964             | Acrylnitril, Tetraethylammonium-p‐toluolsulfonat                                                                               | Elektrolytische Reduktion | Adiponitril                                                                   | [ 21 ]            |
| Reaktionsschema Baizer-Prozess |                  | | |                                                                               |                   |
| Baker-Ollis-Sydnon-Synthese |                  | | |                                                                               |                   |
| John Campbell Earl, Alan W. Mackney / Wilson Baker, William David Ollis | 1935/1957        | N-Substituierte α-Aminosäuren, Essigsäureanhydrid                                                                              | nukleophiler Angriff, Abspaltung von Essigsäure, Cyclisierung                                                                         | Sydnone                                                                       | [ 22 ] [ 23 ]     |
| Reaktionsschema Baker-Ollis-Sydnon-Synthese |                  | | |                                                                               |                   |
| Baker-Venkataraman-Umlagerung |                  | | |                                                                               |                   |
| Wilson Baker, Krishnasami Venkataraman | 1933             | α-Acyloxyketone, Basen | Umlagerung | 1,3-Diketon-substituierte Phenole                                             | [ 24 ]            |
| Reaktionsschema Baker-Venkataraman-Umlagerung |                  | | |                                                                               |                   |
| Balaban-Pyryliumsalz-Synthese (Balaban-Nenitzescu-Praill-Reaktion) |                  | | |                                                                               |                   |
| Alexandru Balaban, Costin Nenitzescu, P. F. G. Praill | 1959             | Carbonsäurechloride, Alkene, Aluminiumtrichlorid                                                                               | | Pyryliumsalze                                                                 | [ 25 ]            |
| Reaktionsschema Balaban-Pyryliumsalz-Synthese |                  | | |                                                                               |                   |
| Ball-Goodwin-Morton-Oxidation |                  | | |                                                                               |                   |
| S. Ball, T. W. Goodwin, R. A. Morton | 1948             | Allylalkohole, Mangan(IV)-oxid                                                                                                 | Oxidation | Allylketone/-aldehyde                                                         | [ 26 ]            |
| Reaktionsschema Ball-Goodwin-Morton-Oxidation |                  | | |                                                                               |                   |
| Bally-Scholl-Synthese |                  | | |                                                                               |                   |
| Oscar Bally, Roland Scholl | 1905             | Anthrachinone, Glycerin, Schwefelsäure                                                                                         | | Benzanthrone                                                                  | [ 27 ]            |
| Reaktionsschema Bally-Scholl-Synthese |                  | | |                                                                               |                   |
| Balsohn-Alkylierung |                  | | |                                                                               |                   |
| M. Balsohn | 1879             | Aromaten, Alkene | Alkylierung | alkylsubstituierte Aromaten                                                   | [ 28 ]            |
| Reaktionsschema Balsohn-Alkylierung |                  | | |                                                                               |                   |
| Balz-Schiemann-Reaktion |                  | | |                                                                               |                   |
| Günther Balz, Günther Schiemann | 1927             | aromatisches Amin, salpetrige Säure, Tetrafluoroborsäure                                                                       | Einführung eines Fluorsubstituenten                                                                                                   | aromatische Fluorverbindungen                                                 | [ 29 ]            |
| Reaktionschema Balz-Schiemann-Reaktion |                  | | |                                                                               |                   |
| Bamberger-Imidazolspaltung |                  | | |                                                                               |                   |
| Eugen Bamberger | 1893             | Imidazole, Carbonsäurechlorid, Base                                                                                            | Bildung eines Amides, Ringspaltung | bis-N-substituierte cis-Alkene                                                | [ 30 ]            |
| Reaktionschema Bamberger-Imidazolspaltung |                  | | |                                                                               |                   |
| Bamberger-Umlagerung |                  | | |                                                                               |                   |
| Eugen Bamberger | 1894             | N-Phenylhydroxylamine, Säuren                                                                                                  | Umlagerung | 4-Aminophenole                                                                | [ 31 ]            |
| Reaktionschema Bamberger-Umlagerung |                  | | |                                                                               |                   |
| Bamberger-Triazinsynthese |                  | | |                                                                               |                   |
| Eugen Bamberger | 1892             | Aniline, Natriumnitrit, Brenztraubensäurehydrazon                                                                              | Bildung eines Diazoniumsalzes, Kondensation mit Ringschluss                                                                           | Triazine                                                                      | [ 32 ]            |
| Reaktionschema Bamberger-Triazinsynthese |                  | | |                                                                               |                   |
| Bamford-Stevens-Reaktion |                  | | |                                                                               |                   |
| William R. Bamford, Thomas S. Stevens | 1952             | Ketone, Arylsulfonylhydrazid, Alkoholate                                                                                       | Bildung einer Diazoverbindung, Abspaltung von Stickstoff, Eliminierung                                                                | Alkene                                                                        | [ 33 ]            |
| Reaktionsschema Bamford-Stevens-Reaktion |                  | | |                                                                               |                   |
| Barakat-Oxidation |                  | | |                                                                               |                   |
| Mohamed Zaki Barakat | 1952             | Alkohole, N-Bromsuccinimid | Oxidation | Aldehyde/Ketone                                                               | [ 34 ]            |
| Reaktionsschema Barakat-Oxidation |                  | | |                                                                               |                   |
| Barbas-List-Reaktionen |                  | | |                                                                               |                   |
| Carlos Barbas, Benjamin List | 2000             | α-acide Carbonylverbindungen, Aldehyde/Ketone bzw. α,β-ungesättigte Nitroalkene oder Malonate bzw. Imine; Prolin-Katalysatoren | asymmetrische Aldol-Reaktion bzw. Michael-Addition bzw. Mannich-Reaktion                                                              | Knüpfung einer C-C-Bindung                                                    | [ 35 ]            |
| Reaktionsschema Barbas-List-Aldolreaktion |                  | | |                                                                               |                   |
| Barbier-Kupplung |                  | | |                                                                               |                   |
| Philippe Barbier | 1899             | Ketone, Halogenalkane, Magnesium oder ein anderes Metall                                                                       | in-situ-Grignard-Reaktion | tertiäre Alkohole                                                             | [ 36 ]            |
| Reaktionsschema der Barbier-Kupplung |                  | | |                                                                               |                   |
| Barbier-Wieland-Abbau |                  | | |                                                                               |                   |
| Philippe Barbier, Heinrich Wieland | 1913             | Carbonsäureester, Phenylmagnesiumchlorid, Säure, Chrom(IV)-oxid                                                                | Grignard-Reaktion, Eliminierung von H2O unter Alkenbildung, Oxidative Bildung von Carbonsäure und Benzophenon                         | Carbonsäuren                                                                  | [ 37 ] [ 38 ]     |
| Reaktionsschema Barbier-Wieland-Abbau |                  | | |                                                                               |                   |
| Bardhan-Sengupta-Synthese |                  | | |                                                                               |                   |
| Jogendra C. Bardhan, Suresh C. Sengupta | 1932             | 2-β-Arylethylcyclohexan-2-ole, Phosphor(V)-oxid, Palladium (Katalysator)                                                       | Cyclisierung, Dehydrierung | Phenanthrene                                                                  | [ 39 ]            |
| Reaktionsschema der Bardhan-Sengupta-Synthese |                  | | |                                                                               |                   |
| Bargellini-Reaktion |                  | | |                                                                               |                   |
| Guido Bargellini | 1906             | Ketone, 2-Amino-2-methyl-1-propanol oder 1,2-Diaminopropane, Natriumhydroxid, Chloroform                                       | Bildung eines Dichlorepoxides, Ringschluss unter Abspaltung der Chloratome                                                            | Morpholinone oder Piperazinone                                                | [ 40 ]            |
| Reaktionsschema Bargellini-Reaktion |                  | | |                                                                               |                   |
| Barluenga-Reaktion |                  | | |                                                                               |                   |
| José Barluenga | 2007             | Hydrazone, Bromaromaten, Pd(0)-Komplex als Katalysator (z. B. [Pd2(dba)3])                                                     | Kupplungsreaktion | Knüpfung einer C-C-Bindung                                                    | [ 41 ]            |
| Reaktionsschema Barluenga-Reaktion |                  | | |                                                                               |                   |
| Barry-Reaktion (Barry-Abbau) |                  | | |                                                                               |                   |
| Vincent Barry | 1943             | Polysaccharide, Periodsäure, Phenylhydrazin                                                                                    | Oxidation von Endgruppen zum Aldehyd, Kondensation, Abspaltung                                                                        | Hydazone, Verkürzung des Polysaccharids um eine Einheit                       | [ 42 ]            |
| Reaktionsschema Barry-Reaktion |                  | | |                                                                               |                   |
| Bartoli-Indolsynthese |                  | | |                                                                               |                   |
| Giuseppe Bartoli | 1978             | ortho-substituierte Nitrobenzole, Vinyl-Grignard-Verbindungen                                                                  | Reaktion des Grignard-Reagenzes mit der Nitrogruppe, [3,3]-sigmatrope Umlagerung                                                      | Indole                                                                        | [ 43 ]            |
| Reaktionsschema der Bartoli-Indolsynthese |                  | | |                                                                               |                   |
| Barton-Arylierung |                  | | |                                                                               |                   |
| Derek H. R. Barton | 1985             | Phenole/Enole/Azole/Amine, Organobismutverbindungen                                                                            | Arylierung | Arylether oder ortho-substituierte Phenole                                    | [ 44 ]            |
| Reaktionsschema der Bartoli-Arylierung |                  | | |                                                                               |                   |
| Barton-Desaminierung |                  | | |                                                                               |                   |
| Derek H. R. Barton | 1980             | primäre Amine, Ameisensäure, p-Toluolsulfonsäurechlorid, Tributylzinnchlorid, AIBN                                             | Bildung eines Isonitrils, radikalische Defunktionalisierung                                                                           | Alkane                                                                        | [ 45 ]            |
| Reaktionsschema der Barton-Desaminierung |                  | | |                                                                               |                   |
| Barton-Decarboxylierung |                  | | |                                                                               |                   |
| Derek H. R. Barton | 1983             | Carbonsäurechloride, N-Hydroxypyridin-2-thion, Tributylstannan, AIBN                                                           | Bildung eines Barton-Esters, radikalische Decarboxylierung                                                                            | Alkane                                                                        | [ 46 ]            |
| Reaktionsschema der Barton-Decarboxylierung |                  | | |                                                                               |                   |
| Barton-McCombie-Desoxygenierung |                  | | |                                                                               |                   |
| Derek H. R. Barton, Stuart W. McCombie | 1962             | Alkohole, Thiocarbonsäurechlorid, Tributylstannan, AIBN                                                                        | Bildung eines Thionesters, radikalische Desoxygenierung                                                                               | Alkane                                                                        | [ 47 ]            |
| Reaktionsschema der Barton-McCombie-Desoxygenierung |                  | | |                                                                               |                   |
| Barton-Olefinsynthese (Barton-Kellog-Reaktion) |                  | | |                                                                               |                   |
| Derek H. R. Barton | 1970             | Thioketone, Diazoverbindungen, Triphenylphosphin                                                                               | 1,3-dipolare Cycloaddition, Wittig-artige Reaktion                                                                                    | Alkene                                                                        | [ 48 ] [ 49 ]     |
| Reaktionsschema der Barton-Olefinsynthese |                  | | |                                                                               |                   |
| Barton-Reaktion |                  | | |                                                                               |                   |
| Derek H. R. Barton | 1960             | Salpetrigsäureester | Photolyse | δ-Nitrosoalkohole                                                             | [ 50 ]            |
| Reaktionsschema der Barton-Reaktion |                  | | |                                                                               |                   |
| Barton-Zard-Reaktion |                  | | |                                                                               |                   |
| Derek H. R. Barton, Samir Z. Zard | 1985             | Nitroalkene, Alkyl-α-isocyanoacetate, Base                                                                                     | | Pyrrole                                                                       | [ 51 ]            |
| Reaktionsschema der Barton-Zard-Reaktion |                  | | |                                                                               |                   |
| Bart-Reaktion (Bart-Scheller-Reaktion) |                  | | |                                                                               |                   |
| Heinrich Bart | 1910             | aromatische Azide, Natriumarsenit, Kupfersalze (Katalysator)                                                                   | | aromatische Arsonsäuren                                                       | [ 52 ]            |
| Reaktionsschema der Bart-Reaktion |                  | | |                                                                               |                   |
| Bart-Schmidt-Reaktion |                  | | |                                                                               |                   |
| Heinrich Bart | 1911             | aromatische Azide, Natriumantimonit                                                                                            | | aromatische Antimonsäuren                                                     | [ 53 ]            |
| Reaktionsschema der Bart-Schmidt-Reaktion |                  | | |                                                                               |                   |
| Bashkirov-Oxidation |                  | | |                                                                               |                   |
| Andrei Nikolajewitsch Baschkirow | 1959             | höhermolekulare Alkane, Borsäure, Sauerstoff                                                                                   | Oxidation | Fettalkohole                                                                  | [ 54 ]            |
| Reaktionsschema der Bashkirov-Oxidation |                  | | |                                                                               |                   |
| Batcho-Leimgruber-Indolsynthese |                  | | |                                                                               |                   |
| Andrew D. Batcho, Willy Leimgruber | 1971             | ortho-Nitrotoluole, Formamid-Acetale, Palladium, Wasserstoff                                                                   | Kondensation von Nitrotoluol und Amid, Reduktion                                                                                      | Indole                                                                        | [ 55 ]            |
| Reaktionsschema der Batcho-Leimgruber-Indolsynthese |                  | | |                                                                               |                   |
| Baudisch-Reaktion |                  | | |                                                                               |                   |
| Oskar Baudisch | 1939             | Benzol/Phenole, Hydroxylamin, Wasserstoffperoxid, Kupfer(II)-Ionen                                                             | radikalische Oxidation, Komplexbildung                                                                                                | o-Nitrosophenole                                                              | [ 56 ]            |
| Reaktionsschema der Baudisch-Reaktion |                  | | |                                                                               |                   |
| Baumann-Fromm-Thiophensynthese |                  | | |                                                                               |                   |
| Eugen Baumann, Emil Fromm | 1895             | Styrolderivate, Schwefel | radikalische Cyclisierung | Thiophene                                                                     | [ 57 ]            |
| Reaktionsschema der Baumann-Fromm-Thiophensynthese |                  | | |                                                                               |                   |
| Baumgarten-α-Amino-Keton-Synthese |                  | | |                                                                               |                   |
| Henry Baumgarten | 1954             | N,N-Dichloroalkylamine, Natriummethanolat, Säure                                                                               | Umlagerung | α‐Aminoketone                                                                 | [ 58 ]            |
| Reaktionsschema der Baumgarten-α-Amino-Keton-Synthese |                  | | |                                                                               |                   |
| Baylis-Hillman-Reaktion |                  | | |                                                                               |                   |
| Anthony B. Baylis, Melville E. D. Hillman | 1968             | Ketone, Aldehyde oder Aldimide; elektronenarme Alkene; tertiäre Amine (Katalysator)                                            | katalysierte Aldol-Reaktion | Knüpfung einer C-C-Bindung                                                    | [ 59 ]            |
| Reaktionsschema der Baylis-Hillman-Reaktion |                  | | |                                                                               |                   |
| Béchamp-Arsonylierung |                  | | |                                                                               |                   |
| Antoine Béchamp | 1863             | aromatische Amine/Phenole, Arsensäure                                                                                          | elektrophile Substitution | p-Amino-/p-Hydroxyphenylarsonsäuren                                           | [ 60 ]            |
| Reaktionsschema der Béchamp-Arsonylierung |                  | | |                                                                               |                   |
| Béchamp-Reduktion |                  | | |                                                                               |                   |
| Antoine Béchamp | 1854             | Nitroaromaten, Eisen, Säure | Reduktion | Aminobenzole                                                                  | [ 61 ]            |
| Reaktionsschema Béchamp-Reduktion |                  | | |                                                                               |                   |
| Beckmann-Umlagerung |                  | | |                                                                               |                   |
| Ernst Otto Beckmann | 1886             | Oxime, Säure | Umlagerung | Amide                                                                         | [ 62 ]            |
| Reaktionsschema Beckmann-Umlagerung |                  | | |                                                                               |                   |
| Beckmann-Fragmentierung |                  | | |                                                                               |                   |
| Ernst Otto Beckmann (entdeckt von A. Werner, A. Piguet) | 1904             | bestimmte Oxime, Säure | (Konkurrenzreaktion zur Beckmann-Umlagerung) Fragmentierung                                                                           | Nitrile und Carbokationen                                                     | [ 63 ]            |
| Reaktionsschema Beckmann-Fragmentierung |                  | | |                                                                               |                   |
| Bedoukian-Halogenierung |                  | | |                                                                               |                   |
| Paul Z. Bedoukian | 1944             | Aldehyde/Ketone, Kaliumacetat, Acetanhydrid, Brom, Säure                                                                       | Bildung der Enolacetats, Bromierung, Hydrolyse                                                                                        | α-Bromaldehyde/-ketone                                                        | [ 64 ]            |
| Reaktionsschema Bedoukian-Halogenierung |                  | | |                                                                               |                   |
| Béhal-Sommelet-Umlagerung |                  | | |                                                                               |                   |
| Auguste Béhal, Marcel Sommelet | 1904             | β-Hydroxyalkylether, Säure | Umlagerung | Aldehyde                                                                      | [ 65 ]            |
| Reaktionsschema Béhal-Sommelet-Umlagerung |                  | | |                                                                               |                   |
| Bellus-Claisen-Umlagerung |                  | | |                                                                               |                   |
| Daniel Belluš | 1978             | Allylether/Allylamine/Allylthioether, Ketene                                                                                   | Claisen-Umlagerung | Ester/Thioester/Amide/Ringerweiterungen                                       | [ 66 ]            |
| Reaktionsschema Bellus-Claisen-Umlagerung |                  | | |                                                                               |                   |
| Belousov-Zhabotinsky-Reaktion |                  | | |                                                                               |                   |
| Boris Beloussow, Anatoli Schabotinski | 1959/64          | Kaliumbromat, Malonsäure, Kaliumbromid, Schwefelsäure, Ferroin                                                                 | oszillierende Reaktion |                                                                               | [ 67 ] [ 68 ]     |
| {\displaystyle \mathrm {2\ Br^{-}+BrO_{3}^{-}+3\ H^{+}+3H_{2}Mal\longrightarrow 3\ HBrMal+3\ H_{2}O} } {\displaystyle \mathrm {BrO_{3}^{-}+5H^{+}+4\ Ce(III)\longrightarrow 4\ Ce(IV)+HBrO+2\ H_{2}O} } {\displaystyle \mathrm {2\ Ce(IV)+2\ H_{2}Mal+HBrMal+HBrO+2\ H_{2}O\longrightarrow 2\ Ce(III)+2\ Br^{-}+3\ HOCH(COOH)_{2}+4\ H^{+}} } |                  | | |                                                                               |                   |
| Beirut-Reaktion |                  | | |                                                                               |                   |
| Makhluf J. Haddadin, Costas H. Issidorides (benannt nach Beirut) | 1976             | Benzofurazanoxid, β-Ketoester                                                                                                  | | Chinoxalin-1,4-dioxide                                                        | [ 69 ]            |
| Reaktionsschema der Beirut-Reaktion |                  | | |                                                                               |                   |
| Beller-Aminosäuresynthese |                  | | |                                                                               |                   |
| Matthias Beller | 1997             | Aldehyde, Amide, CO, Palladium-Katalysator                                                                                     | Mehrkomponentenreaktion | Aminosäuren                                                                   | [ 70 ]            |
| Reaktionsschema Beller-Aminosäuresynthese |                  | | |                                                                               |                   |
| Beller-Synthese |                  | | |                                                                               |                   |
| Matthias Beller | 2003             | α,β-ungesättigte Aldehyde, Carbonsäureamide, Alkine                                                                            | Kondensation, Diels-Alder-Reaktion, Eliminierung                                                                                      | Aromaten                                                                      | [ 71 ]            |
| Reaktionsschema Beller-Synthese |                  | | |                                                                               |                   |
| Bénary-Reaktion |                  | | |                                                                               |                   |
| Erich Bénary | 1909             | Enaminoketone, Grignard-Verbindungen                                                                                           | Additions-Eliminierungsreaktion | α,β-ungesättigte Ketone, Aldehyde oder Ester                                  | [ 72 ]            |
| Reaktionsschema Bénary-Reaktion |                  | | |                                                                               |                   |
| Benkeser-Reduktion |                  | | |                                                                               |                   |
| Robert A. Benkeser | 1952             | Aromaten, Lithium/Calcium, aliphatische Amine                                                                                  | Reduktion | Cycloalkene                                                                   | [ 73 ]            |
| Reaktionsschema Benkeser-Reduktion |                  | | |                                                                               |                   |
| Berchthold-Homologisierung |                  | | |                                                                               |                   |
| Glenn Berchtold | 1961             | cyclische Enamine, Alkinsäureester                                                                                             | [2+2]-Cycloaddition, Umlagerung unter Ringerweiterung, Hydrolyse                                                                      | cyclische Ketone                                                              | [ 74 ]            |
| Reaktionsschema Berchthold-Homologisierung |                  | | |                                                                               |                   |
| Benzidin-Umlagerung (Zinin-Benzidin-Umlagerung) |                  | | |                                                                               |                   |
| Nikolai Nikolajewitsch Sinin | 1845             | Azobenzole, Säure | Umlagerung | Benzidine                                                                     | [ 75 ]            |
| Reaktionsschema Benzidin-Umlagerung |                  | | |                                                                               |                   |
| Benzilsäure-Umlagerung |                  | | |                                                                               |                   |
| Justus von Liebig (benannt nach Produkt) | 1838             | 1,2-Diketone, Kaliumhydroxid                                                                                                   | Umlagerung | α-Hydroxycarbonsäuren                                                         | [ 76 ]            |
| Reaktionsschema Benzilsäure-Umlagerung |                  | | |                                                                               |                   |
| Benzoin-Kondensation (Lapworth-Kondensation) |                  | | |                                                                               |                   |
| Arthur Lapworth | 1903             | aromatische Aldehyde, Cyanid (Katalysator)                                                                                     | Addition | Benzoine                                                                      | [ 77 ]            |
| Reaktionsschema Benzoin-Kondensation |                  | | |                                                                               |                   |
| Bergius-Pier-Verfahren (Bergius-Prozess) |                  | | |                                                                               |                   |
| Friedrich Bergius, Matthias Pier | 1913             | Kohle, Wasserstoff | Hydrierung | flüssige Kohlenwasserstoffe                                                   | [ 78 ]            |
| Reaktionsschema Bergius-Pier-Verfahren |                  | | |                                                                               |                   |
| Beringer-Kang-Reaktion |                  | | |                                                                               |                   |
| Marshall Beringer, Suk-Ku Kang | 1953/2000        | Amine, Diaryliodoniumsalze, Kupfer(II)-salze                                                                                   | Ullmann-Kupplung | Arylamine                                                                     | [ 79 ] [ 80 ]     |
| Reaktionsschema Beringer-Kang-Reaktion |                  | | |                                                                               |                   |
| Bernthsen-Acridin-Synthese |                  | | |                                                                               |                   |
| August Bernthsen | 1884             | Diarylamine, Carbonsäuren, Zinkchlorid                                                                                         | | Acridine                                                                      | [ 81 ]            |
| Reaktionschema Bernthsen-Acridin-Synthese |                  | | |                                                                               |                   |
| Bergman-Cyclisierung |                  | | |                                                                               |                   |
| Robert George Bergman | 1972             | Endiine | Umlagerung | Benzolderivate                                                                | [ 82 ]            |
| Reaktionschema Bergman-Cyclisierung |                  | | |                                                                               |                   |
| Bergmann-Abbau |                  | | |                                                                               |                   |
| Max Bergmann | 1934             | Polyaminosäuren, Benzylalkohol, Wasserstoff                                                                                    | Bildung eines Azids, Curtius-Umlagerung, Abspaltung von Toluol, CO2, Ammoniak                                                         | verkürzte Aminosäure + Aldehyd                                                | [ 83 ]            |
| Reaktionsschema des Bergmann-Abbaus |                  | | |                                                                               |                   |
| Bergmann-Stern-Azlactonsynthese (Bergmann-Azlacton-Peptid-Synthese) |                  | | |                                                                               |                   |
| Max Bergmann, Ferdinand Stern | 1926             | acetylierte Aminosäure, Aldehyde, Aminosäure, Wasserstoff, Säure                                                               | Bildung eines Azlactons, Ringöffnung, Hydrogenierung                                                                                  | Dipeptide                                                                     | [ 84 ]            |
| Reaktionsschema der Bergmann-Stern-Azlactonsynthese |                  | | |                                                                               |                   |
| Bergmann-Zervas-Carbobenzoxy-Methode |                  | | |                                                                               |                   |
| Max Bergmann, Leonidas Zervas | 1932             | Chlorameisensäurebenzylester, Aminosäuren, Wasserstoff                                                                         | Aufbau einer Peptidkette, Abspaltung von Toluol, CO2                                                                                  | Peptidsequenz                                                                 | [ 85 ]            |
| Reaktionschema Bergmann-Zervas-Carbobenzoxy-Methode |                  | | |                                                                               |                   |
| Bertrand-Stephan-Bindungsaktivierung |                  | | |                                                                               |                   |
| Guy Bertrand, Douglas W. Stephan | 2004/06          | Aminocarbene/Phosphorylborane                                                                                                  | Bindung von Wasserstoff/Alkenen | aktivierte σ-Bindungen, die hydriert werden können oder mit Alkenen reagieren | [ 86 ] [ 87 ]     |
| Berti-Olefinierung |                  | | |                                                                               |                   |
| Giancarlo Berti | 1954             | Methylalkylsulfite | Pyrolyse | Alkene                                                                        | [ 88 ]            |
| Reaktionsschema Berti-Olefinierung |                  | | |                                                                               |                   |
| Bertram-Walbaum-Reaktion |                  | | |                                                                               |                   |
| J. Bertram, H. Walbaum | 1894             | Camphen, Schwefelsäure, Base                                                                                                   | Oxidation, Verseifung | Isoborneol                                                                    | [ 89 ]            |
| Reaktionsschema Bertram-Walbaum-Reaktion |                  | | |                                                                               |                   |
| Betti-Reaktion |                  | | |                                                                               |                   |
| Mario Betti | 1900             | Amine, aromatische Aldehyde, Phenole                                                                                           | | α-Aminobenzylphenole                                                          | [ 90 ]            |
| Reaktionschema Betti-Reaktion |                  | | |                                                                               |                   |
| Beyer-Methode für Chinoline |                  | | |                                                                               |                   |
| siehe Doebner-Miller-Reaktion |                  | | |                                                                               |                   |
| Biellmann-Alkylierung |                  | | |                                                                               |                   |
| J.F. Biellmann | 1971             | Allylhalogenide, Allylthiocarbanionen                                                                                          | Kupplung | Dialkene                                                                      | [ 91 ]            |
| Biginelli-Reaktion |                  | | |                                                                               |                   |
| Pietro Biginelli | 1891             | aromatische Aldehyde, Harnstoff, Ethylacetoacetat                                                                              | Mehrkomponentenreaktion | Pyrimidone                                                                    | [ 92 ]            |
| Reaktionsschema Biginelli-Reaktion |                  | | |                                                                               |                   |
| Bingel-Reaktion |                  | | |                                                                               |                   |
| Carsten Bingel | 1993             | Fullerene, stabilisierte Halogencarbanionen, Base                                                                              | Cyclopropanierung | funktionalisierte Fullerene                                                   | [ 93 ]            |
| Reaktionsschema Bingel-Reaktion |                  | | |                                                                               |                   |
| Bingel-Hirsch-Reaktion |                  | | |                                                                               |                   |
| Carsten Bingel, Andreas Hirsch | 1993             | Fullerene, Malonate, Tetrabrommethan, Diazabicycloundecen                                                                      | Cyclopropanierung | funktionalisierte Fullerene                                                   | [ 94 ] [ 95 ]     |
| Birch-Reduktion |                  | | |                                                                               |                   |
| Arthur Birch | 1944             | Aromaten, Alkalimetalle, flüssiges Ammoniak                                                                                    | Reduktion | 1,4-Cyclohexadiene                                                            | [ 96 ]            |
| Reaktionsschema Birch-Reduktion |                  | | |                                                                               |                   |
| Birckenbach-Goubeau-Halogenierung |                  | | |                                                                               |                   |
| Lothar Birckenbach, Josef Goubeau | 1932             | Aromaten, Halogene, Silberperchlorat                                                                                           | Bildung eines Halogen-Kations, Halogenierung                                                                                          | Halogenaromaten                                                               | [ 97 ]            |
| Reaktionsschema Birckenbach-Goubeau-Halogenierung |                  | | |                                                                               |                   |
| Birnbaum-Simonini-Reaktion |                  | | |                                                                               |                   |
| K. Birnbaum, Angelo Simonini | 1892             | Silbersalze von Carbonsäuren, Iod                                                                                              | ähnlich der Hunsdiecker-Reaktion | Carbonsäureester                                                              | [ 98 ] [ 99 ]     |
| Reaktionsschema Birnbaum-Simonini-Reaktion |                  | | |                                                                               |                   |
| Birum-Oleksyszyn-Reaktion |                  | | |                                                                               |                   |
| Gail H. Birum, Jozef Oleksyszyn | 1974/77          | Aldehyde/Ketone, Carbamate, Triphenylphosphit, Lewis-Säure                                                                     | Mehrkomponentenreaktion | α-Aminophosphonate                                                            | [ 100 ] [ 101 ]   |
| Bischler-Benzotriazinsynthese |                  | | |                                                                               |                   |
| August Bischler | 1889             | o-Nitrophenylhydrazine, Ameisensäure, Wasserstoff                                                                              | Bildung eines Carbonsäurehydrazides, Ringschluss, Hydrierung                                                                          | Benzotriazine                                                                 | [ 102 ]           |
| Reaktionsschema Bischler-Benzotriazinsynthese |                  | | |                                                                               |                   |
| Bischler-Möhlau-Indolsynthese |                  | | |                                                                               |                   |
| August Bischler, Richard Möhlau |                  | ω-Arylaminoketone, Aniline | | 3-Arylindole                                                                  | [ 103 ]           |
| Reaktionsschema Bischler-Möhlau-Indolsynthese |                  | | |                                                                               |                   |
| Bischler-Napieralski-Reaktion |                  | | |                                                                               |                   |
| August Bischler, Bernard Napieralski | 1893             | β-Phenethylamide, Phosphoroxychlorid                                                                                           | | Dihydroisochinoline                                                           | [ 104 ]           |
| Reaktionsschema Bischler-Napieralski-Reaktion |                  | | |                                                                               |                   |
| Black-Umlagerung |                  | | |                                                                               |                   |
| T. Howard Black | 1987             | O-acylierte Enole, 4-(Dimethylamino)pyridin                                                                                    | Umlagerung | C-acylierte Ester                                                             | [ 105 ]           |
| Reaktionsschema Black-Umlagerung |                  | | |                                                                               |                   |
| Blaise-Guerin-Abbau |                  | | |                                                                               |                   |
| Edmond Blaise, E. Guerin | 1929             | Carbonsäurechloride, Brom, Natronlauge                                                                                         | Bromierung in α-Position, Hydrolyse, Abspaltung von CO und H2O beim Erhitzen                                                          | verkürzte Aldehyde                                                            | [ 106 ]           |
| Blaise-Ketonsynthese |                  | | |                                                                               |                   |
| Edmond Blaise | 1910             | Carbonsäurehalogenide, Organozinkhalogenide                                                                                    | | Ketone                                                                        | [ 107 ]           |
| Reaktionsschema Blaise-Ketonsynthese |                  | | |                                                                               |                   |
| Blaise-Maire-Reaktion |                  | | |                                                                               |                   |
| Edmond Blaise, M. Maire | 1907             | β-Hydroxysäurechloride, Organozinkhalogenide, Schwefelsäure                                                                    | Blaise-Ketonsynthese, Abspaltung von Wasser                                                                                           | α,β-ungesättigte Ketone                                                       | [ 108 ]           |
| Blaise-Reaktion |                  | | |                                                                               |                   |
| Edmond Blaise | 1901             | Nitrile, α-Halogenester, Zink                                                                                                  | Bildung einer Zinkorganischen Verbindung, nukleophile Addition, saure Aufarbeitung                                                    | β-Ketoester                                                                   | [ 109 ]           |
| Reaktionsschema Blaise-Reaktion |                  | | |                                                                               |                   |
| Blanc-Chlormethylierung |                  | | |                                                                               |                   |
| Gustave Louis Blanc | 1923             | Aromaten, 1,3,5-Trioxan, Salzsäure, Zinkchlorid (Katalysator)                                                                  | Elektrophile aromatische Substitution, nukleophile Substitution durch Chlorid                                                         | Chlormethylierte Aromaten                                                     | [ 110 ]           |
| Reaktionsschema Blanc-Chlormethylierung |                  | | |                                                                               |                   |
| Blanc-Cyclisierung |                  | | |                                                                               |                   |
| H. G. Blanc | 1907             | Dicarbonsäuren, Essigsäureanhydrid                                                                                             | Cyclisierung | cyclische Anhydride oder Ketone                                               | [ 111 ]           |
| Blanc-Quelet-Rektion |                  | | |                                                                               |                   |
| siehe Quelet-Reaktion |                  | | |                                                                               |                   |
| Blaser-Heck-Reaktion |                  | | |                                                                               |                   |
| Hans-Ulrich Blaser | 1982             | Alkene, Aroylchloride, Palladiumacetat (Katalysator)                                                                           | Decarboxylierung, Heck-Reaktion | Arylierte Alkene                                                              | [ 112 ]           |
| Blicke–Pachter-Pteridin-Synthese |                  | | |                                                                               |                   |
| Frederick F. Blicke, Irwin J. Pachter | 1954/63          | Aminopyrimidine, Aldehyde, Cyanid, Natriummethanolat                                                                           | Kondensation, Cyclisierung | Pteridine                                                                     | [ 113 ] [ 114 ]   |
| Blomquist-Cycloketonsynthese |                  | | |                                                                               |                   |
| A. T. Blomquist | 1947             | aliphatische Disäurechloride, Triethanolamin, Kaliumhydroxid                                                                   | Bildung von Diketenen, Ringschluss | makrocyclische Ketone                                                         | [ 115 ]           |
| Reaktionsschema der Blomquist-Cycloketonsynthese |                  | | |                                                                               |                   |
| Blum-Aziridinsynthese |                  | | |                                                                               |                   |
| Jochanan Blum | 1978             | Epoxide, Natriumazid, Triphenylphosphin                                                                                        | Ringöffnung des Epoxides, Staudinger-Reduktion, SN2-Substitution, Ringschluss                                                         | Aziridine                                                                     | [ 116 ]           |
| Reaktionsschema Blum-Aziridinsynthese |                  | | |                                                                               |                   |
| Bobbitt-Reaktion |                  | | |                                                                               |                   |
| James M. Bobbitt | 1965             | Benzaldehyd, 2,2-Diethoxyethylamin, Wasserstoff                                                                                | nukleophiler Angriff, Wasserabspaltung, Hydrierung, Cyclokondensation, Wasserabspaltung, Hydrierung                                   | 1,2,3,4-Tetrahydroisochinolin                                                 | [ 117 ]           |
| Reaktionsschema Bobbitt-Reaktion |                  | | |                                                                               |                   |
| Bodroux-Reaktion |                  | | |                                                                               |                   |
| Fernand Bodroux | 1904             | Carbonsäureester, Aminomagnesiumhalogenide                                                                                     | Grignard-Ester-Reaktion | Amide                                                                         | [ 118 ]           |
| Reaktionsschema der Bodroux-Reaktion |                  | | |                                                                               |                   |
| Bodroux-Tschitschibabin-Aldehydsynthese |                  | | |                                                                               |                   |
| Fernand Bodroux, Alexei Tschitschibabin | 1904             | Grignard-Verbindung, Orthoameisensäuretriethylester                                                                            | Acetalbildung, Eliminierung | Aldehyde                                                                      | [ 119 ] [ 120 ]   |
| Reaktionsschema der Bodroux-Tschitschibabin-Aldehydsynthese |                  | | |                                                                               |                   |
| Boekelheide-Reaktion |                  | | |                                                                               |                   |
| Virgil Boekelheide | 1954             | 2-Methylpyridin-N-oxid, Trifluoressigsäureanhydrid                                                                             | | 2-Hydroxymethylpyridin                                                        | [ 121 ]           |
| Reaktionsschema der Boekelheide-Reaktion |                  | | |                                                                               |                   |
| Boekelheide-Dipol-Ringerweiterung (Boekelheide-Fedoruk-Ringerweiterung) |                  | | |                                                                               |                   |
| Virgil Boekelheide | 1968             | N-Dicyanomethyltriazole, DMAD                                                                                                  | Cycloaddition | Imidazopyridine                                                               | [ 122 ]           |
| Bönnemann-Synthese |                  | | |                                                                               |                   |
| Helmut Bönnemann | 1974             | Alkine, Nitrile, Cobalt-Katalysator                                                                                            | [2+2+2]-Cycloaddition | Pyridine                                                                      | [ 123 ]           |
| Reaktionsschema der Bönnemann-Synthese |                  | | |                                                                               |                   |
| Böseken-Ballio-Reaktion |                  | | |                                                                               |                   |
| J. Böseken | 1936             | Arylaldehyde, Peressigsäure, p-Toluolsulfonsäure                                                                               | Baeyer-Villiger-Oxidation | Arylacetate                                                                   | [ 124 ]           |
| Boger-Cycloaddition |                  | | |                                                                               |                   |
| Dale Boger | 1984             | Cyclopropenonketale, Alkene | [2+3]-Cycloaddition | Cyclopentenone                                                                | [ 125 ]           |
| Boger-Pyridinsynthese |                  | | |                                                                               |                   |
| Dale Boger | 1981             | 1,2,4-Triazin, Dienophil | Hetero-Diels-Alder-Reaktion, Retro-Diels-Alder-Reaktion unter Stickstofffreisetzung                                                   | Pyridine                                                                      | [ 126 ]           |
| Reaktionsschema der Boger-Pyridinsynthese |                  | | |                                                                               |                   |
| Bogert-Cook-Synthese |                  | | |                                                                               |                   |
| Marston Taylor Bogert, James Wilfred Cook | 1933             | β-Phenylethylmagnesiumbromid, Cyclohexanone, konzentrierte Schwefelsäure                                                       | Grignard-Reaktion, Cyclodehydrierung                                                                                                  | Octahydrophenanthrene                                                         | [ 127 ] [ 128 ]   |
| Reaktionsschema der Bogert-Cook-Synthese |                  | | |                                                                               |                   |
| Bohlmann-Rahtz-Pyridinsynthese |                  | | |                                                                               |                   |
| Ferdinand Bohlmann, Dieter Rahtz | 1957             | Enamine, Alkinylketone | Michael-Addition, Ringschluss | Pyridine                                                                      | [ 129 ]           |
| Reaktionsschema der Bohlmann-Rahtz-Pyridinsynthese |                  | | |                                                                               |                   |
| Bohn-Schmidt-Reaktion |                  | | |                                                                               |                   |
| René Bohn, Robert Emanuel Schmidt | 1889             | mono-Hydroxyanthrachinone, Schwefelsäure, Borsäure                                                                             | oxidative Sulfatierung, Hydrolyse | Polyhydroxyanthrachinone                                                      |                   |
| Reaktionsschema der Bohn-Schmidt-Reaktion |                  | | |                                                                               |                   |
| Boord-Olefinsynthese |                  | | |                                                                               |                   |
| Cecil E. Boord | 1930             | Aldehyde, Säure, Ethanol, Brom, Grignard-Reagenzien, Zink                                                                      | Bildung eines Enols, Bromierung, Grignard-Reaktion, reduktive Elimineriung                                                            | Alkene                                                                        | [ 130 ]           |
| Reaktionschema Boord-Olefinsynthese |                  | | |                                                                               |                   |
| Borch-reduktive Aminierung |                  | | |                                                                               |                   |
| Richard F. Borch | 1969             | Carbonylverbindung, Amin, Natriumcyanoborhydrid                                                                                | Bidung eine Imins, Reduktion | Amine                                                                         | [ 131 ]           |
| Borodin-Reaktion |                  | | |                                                                               |                   |
| siehe Hunsdiecker-Reaktion |                  | | |                                                                               |                   |
| Borsche-Beech-Aldehydsynthese |                  | | |                                                                               |                   |
| Walther Borsche, W. F. Beech | 1907/54          | aromatische Diazoniumsalze, Aldoxime                                                                                           | | aromatische Aldehyde, Ketone                                                  | [ 132 ] [ 133 ]   |
| Borsche-Berkhout-Reaktion |                  | | |                                                                               |                   |
| Walther Borsche, Albert Dirk Berkhout | 1904             | Phenole, Aldehyde, Säure | intramolekulare Kondensation | 1,3-Benzodioxane                                                              | [ 134 ]           |
| Reaktionschema Borsche-Berkhout-Reaktion |                  | | |                                                                               |                   |
| Borsche-Drechsel-Cyclisierung |                  | | |                                                                               |                   |
| Edmund Drechsel, Walther Borsche | 1888, 1908       | Cyclohexanon-phenylhydrazon | [3,3]-sigmatrope Umlagerung, Cyclisierung                                                                                             | Tetrahydrocarbazole                                                           | [ 135 ] [ 136 ]   |
| Reaktionschema Borsche-Drechsel-Cyclisierung |                  | | |                                                                               |                   |
| Borsche-Koelsch-Cinnolinsynthese |                  | | |                                                                               |                   |
| Walther Borsche, C. Frederick Koelsch | 1941             | ortho-Aminoarylketone, salpetrige Säure                                                                                        | Diazotierung, Cyclisierung | 4-Hydroxycinnonline                                                           | [ 137 ] [ 138 ]   |
| Reaktionschema Borsche-Koelsch-Cinnolinsynthese |                  | | |                                                                               |                   |
| Bougault-Reaktion |                  | | |                                                                               |                   |
| J. Bougault | 1914             | β-Arylpropionsäureessigester, Diethyloxalat, Schwefelsäure                                                                     | Kondensation, Ringschluss | Indene                                                                        | [ 139 ]           |
| Reaktionschema Bougault-Reaktion |                  | | |                                                                               |                   |
| Boulton-Katritzky-Umlagerung |                  | | |                                                                               |                   |
| A. John Boulton, Alan Katritzky | 1967             | Fünfring-Heterocyclen | thermische Umlagerung | Fünfring-Heterocyclen                                                         | [ 140 ]           |
| Reaktionsschema der Boulton-Katritzky-Umlagerung |                  | | |                                                                               |                   |
| Bourguel-Alkinsynthese |                  | | |                                                                               |                   |
| Maurice Bourguel | 1925             | 2,3-Dibrom-1-propen, Grignard-Reagenzien, Natriumamid                                                                          | Grignard-Reaktion, Eliminierung von HBr                                                                                               | Alkine                                                                        | [ 141 ]           |
| Reaktionsschema Bourguel-Alkinsynthese |                  | | |                                                                               |                   |
| Bouveault-Aldehyd-Synthese |                  | | |                                                                               |                   |
| Louis Bouveault | 1904             | Alkyl-/Arylhalogenide, Lithium, Dimethylformamid                                                                               | Bildung eine metallorganischen Verbindung, Addition an DMF, saure Aufarbeitung                                                        | Aldehyde                                                                      | [ 142 ] [ 143 ]   |
| Reaktionsschema Bouveault-Aldehyd-Synthese |                  | | |                                                                               |                   |
| Bouveault-Blanc-Reduktion |                  | | |                                                                               |                   |
| Louis Bouveault, Gustave Louis Blanc | 1903             | Carbonsäureester, Natrium, Ethanol                                                                                             | Reduktion | Alkohole                                                                      | [ 144 ]           |
| Reaktionsschema der Bouveault-Blanc-Reduktion |                  | | |                                                                               |                   |
| Bouveault-Carbonamidverseifung |                  | | |                                                                               |                   |
| Louis Bouveault | 1893             | Carbonsäureamide/Nitrile, Natriumnitrit, Schwefelsäure                                                                         | Diazotierung, Abspaltung von Stickstoff                                                                                               | Carbonsäuren                                                                  | [ 145 ]           |
| Bouveault-Hansley-Prelog-Stoll-Acyloinsynthese |                  | | |                                                                               |                   |
| siehe Hansley-Prelog-Acyloin-Kondensation |                  | | |                                                                               |                   |
| Bouveault-Locquin-Aminosäuresynthese |                  | | |                                                                               |                   |
| Louis Bouveault, R. Loquin | 1902             | Malonsäureester, Ethylnitrit, Wasserstoff/Raney-Nickel                                                                         | Bildung eines Oxims, Reduktion | Aminosäuren                                                                   | [ 146 ]           |
| Bowman-Ketonsynthese |                  | | |                                                                               |                   |
| R. E. Bowman | 1948             | Carbonsäurechloride, Benzylnatriummalonester, Wasserstoff                                                                      | Veresterung, Hydrierung | Ketone                                                                        | [ 147 ]           |
| Boyer-Reaktion |                  | | |                                                                               |                   |
| J. H. Boyer | 1955             | Alkylazide, Carbonylverbindungen, Säure                                                                                        | Schmidt-Reaktion | Amide                                                                         | [ 148 ]           |
| Boyland-Sims-Oxidation |                  | | |                                                                               |                   |
| Eric Boyland, Peter Sims | 1953             | Aniline, Kaliumperoxidisulfat                                                                                                  | Oxidation in ortho-Position | ortho-Aminophenole                                                            | [ 149 ]           |
| Reaktionsschema der Boyland-Sims-Oxidation |                  | | |                                                                               |                   |
| Brackeen-Imidazolsynthese |                  | | |                                                                               |                   |
| Marcus Brackeen | 1994             | vicinale Tricarbonylverbindungen, Aldehyde, Ammoniumacetat                                                                     | Kondensation | Imidazole                                                                     | [ 150 ]           |
| Bradsher-Cycloaddition |                  | | |                                                                               |                   |
| Charles K. Bradsher | 1958             | kationische Azadiene, Dienophile                                                                                               | Diels-Alder-Reaktion |                                                                               | [ 151 ]           |
| Reaktionschema Bradsher-Cycloaddition |                  | | |                                                                               |                   |
| Bradsher-Pyridiniumsalzsynthese |                  | | |                                                                               |                   |
| Charles K. Bradsher | 1955/67          | 1-Acetonyl- oder 1-Phenacyl-2-pyridone, Hydroxide/Hydrogensulfide                                                              | Cyclisierung | Oxazol[3,2-a]pyridinium, Thiooxazol[3,2-a]pyridinium oder Acridiziniumsalze   | [ 152 ] [ 153 ]   |
| Reaktionsschema der Bradsher-Pyridiniumsalzsynthese |                  | | |                                                                               |                   |
| Bradsher-Reaktion |                  | | |                                                                               |                   |
| Charles K. Bradsher | 1940             | ortho-Acyl-Diarylmethane, Säuren                                                                                               | säurekatalysierte Cyclodehydrierung                                                                                                   | Anthracene                                                                    | [ 154 ]           |
| Reaktionsschema der Bradsher-Reaktion |                  | | |                                                                               |                   |
| Brandi-Guarna-Reaktion |                  | | |                                                                               |                   |
| Alberto Brandi, Antonio Guarna | 1986             | Alkylidencyclopropane, Nitrone bzw. Nitriloxide                                                                                | Umlagerung | Tetrahydro-4-pyridone bzw. Dihydro-4-pyridone                                 | [ 155 ] [ 156 ]   |
| Reaktionsschema der Brandi-Guarna-Reaktion |                  | | |                                                                               |                   |
| Breckpot-β-Lactamsynthese |                  | | |                                                                               |                   |
| Raymond Breckpot | 1923             | β-Aminosäureester, Grignard-Reagenz                                                                                            | Cyclisierung | β-Lactame                                                                     | [ 157 ]           |
| Reaktionsschema der Breckpot-β-Lactamsynthese |                  | | |                                                                               |                   |
| Bredereck-Gompper-Synthese |                  | | |                                                                               |                   |
| Hellmut Bredereck, Rudolf Gompper | 1956             | 1,3-Dicarbonylverbindungen, Formamid                                                                                           | Kondensation, Ringschluss | Pyrimidine                                                                    | [ 158 ]           |
| Reaktionsschema der Bredereck-Gompper-Synthese |                  | | |                                                                               |                   |
| Bredereck-Imidazol-Synthese |                  | | |                                                                               |                   |
| Hellmut Bredereck | 1953             | α-Hydroxyketone, Formamid | Bildung eines Carbonsäureamides, Ringschluss unter Abspaltung von Ameisensäure                                                        | Imidazole                                                                     | [ 159 ]           |
| Reaktionsschema der Bredereck-Imidazol-Synthese |                  | | |                                                                               |                   |
| Brook-Umlagerung |                  | | |                                                                               |                   |
| Adrian G. Brook | 1958             | α-Silyloxy-Carbanionen | reversible Umlagerung über ein fünffach koordiniertes Siliciumatom als Intermediat                                                    | α-Silyl-Oxyanionen                                                            | [ 160 ]           |
| Reaktionsschema der Brook-Umlagerung |                  | | |                                                                               |                   |
| Brown-Alkin-Tandemreaktion |                  | | |                                                                               |                   |
| Charles A. Brown | 1975             | nicht-terminale Alkine, Diamin, starke Base                                                                                    | Isomerisierung | terminale Alkine                                                              | [ 161 ]           |
| Brown-Hydroborierung |                  | | |                                                                               |                   |
| Herbert C. Brown | 1958             | Alkene, Borane, Wasserstoffperoxid, Natriumhydroxid                                                                            | Addition des Boranes, Oxidation | Alkohole                                                                      | [ 162 ]           |
| Reaktionsschema der Hydroborierung 1 · 400pxReaktionsschema der Hydroborierung |                  | | |                                                                               |                   |
| Brown-Asymmetrische-Keton-Reduktion |                  | | |                                                                               |                   |
| Herbert C. Brown | 1985             | Ketone, Glucofuranose-9-BBN | Reduktion | Alkohole                                                                      | [ 163 ]           |
| Bruckner-Isochinolinsynthese |                  | | |                                                                               |                   |
| Victor Bruckner | 1935             | 1-Allylphenylether, Distickstofftrioxid                                                                                        | | Isochinoline                                                                  | [ 164 ]           |
| Brunner-Oxindolsynthese |                  | | |                                                                               |                   |
| Karl Brunner | 1896             | Acylphenylhydrazine, Calciumoxid                                                                                               | Erhitzen, Abspalten von Ammoniak, Ringschluss                                                                                         | Oxindole                                                                      | [ 165 ]           |
| Bruylants-Reaktion |                  | | |                                                                               |                   |
| Pierre Bruylants | 1924             | Aldehyde, Amine, Kaliumcyanid, Grignard-Reagenz                                                                                | Bildung eines α-Cyanoamins, Grignard-Reaktion                                                                                         | Aminoalkylverbindungen                                                        | [ 166 ]           |
| Bucherer-Bergs-Reaktion |                  | | |                                                                               |                   |
| Hans Theodor Bucherer, Hermann Bergs | 1929             | Carbonylverbindungen, Kaliumcyanid, Ammoniumcarbonat                                                                           | Multikomponentenreaktion | Hydantoine                                                                    | [ 167 ]           |
| Reaktionsschema der Bucherer-Bergs-Reaktion |                  | | |                                                                               |                   |
| Bucherer-Carbazol-Synthese |                  | | |                                                                               |                   |
| Hans Theodor Bucherer | 1904             | Naphthole, Arylhydrazine, Natriumhydrogensulfit                                                                                | Sulfonierung, nukleophile Substitution durch Amin, Desulfonierung, [3+3]-sigmatrope Umlagerung, Ringschluss unter Ammoniak-Abspaltung | Carbazole                                                                     | [ 168 ]           |
| Reaktionsschema der Bucherer-Carbazol-Synthese |                  | | |                                                                               |                   |
| Bucherer-Reaktion |                  | | |                                                                               |                   |
| Hans Theodor Bucherer | 1904             | β-Naphthole, Ammoniumsulfit | | β-Naphthylamine                                                               | [ 169 ]           |
| Reaktionsschema der Bucherer-Reaktion |                  | | |                                                                               |                   |
| Buchner-Reaktion (Buchner-Ringerweiterung) |                  | | |                                                                               |                   |
| Eduard Buchner | 1885             | Diazoessigsäureethylester, Aromaten                                                                                            | Bildung eines Carbens, Anlagerung eines Cylopropanringes, elektrocyclische Reaktion                                                   | Cycloheptatriene                                                              | [ 170 ]           |
| Reaktionsschema der Buchner-Reaktion |                  | | |                                                                               |                   |
| Buchwald-Indolinsynthese |                  | | |                                                                               |                   |
| Stephen L. Buchwald | 1991             | N-Allyl-o-haloaniline, Zirconocenmethylchlorid, Elektrophile                                                                   | Bildung eines Zirconocen-Benzyl-Komplexes, Insertion der Methylgruppe, Ringschluss                                                    | Indoline, Indole                                                              | [ 171 ]           |
| Reaktionsschema der Buchwald-Indolinsynthese |                  | | |                                                                               |                   |
| Buchwald-Hartwig-Kupplung |                  | | |                                                                               |                   |
| Stephen L. Buchwald, John F. Hartwig | 1994             | Arylhalogenide, Amine, Base, Palladiumkomplex (Katalysator)                                                                    | Kupplung | Aniline                                                                       | [ 172 ] [ 173 ]   |
| Reaktionsschema Buchwald-Hartwig-Kupplung |                  | | |                                                                               |                   |
| Büchi-Umlagerung |                  | | |                                                                               |                   |
| George Büchi | 1974             | Allylalkohole, Formamid-Acetale                                                                                                | Umlagerung | β,γ-ungesättigte Amide                                                        | [ 174 ]           |
| Büchner-Curtius-Schlotterbeck-Reaktion |                  | | |                                                                               |                   |
| Eduard Büchner, Theodor Curtius, Fritz Schlotterbeck | 1885             | Carbonylverbindungen, aliphatische Diazoverbindungen                                                                           | nukleophile Addition, Umlagerung unter N2-Abspaltung                                                                                  | Ketone                                                                        | [ 175 ]           |
| Reaktionsschema Büchner-Curtius-Schlotterbeck-Reaktion |                  | | |                                                                               |                   |
| Burgess-Wasserabspaltung |                  | | |                                                                               |                   |
| Edward M. Burgess | 1968             | Alkohole, Burgess-Reagenz | Eliminierung | Alkene                                                                        | [ 176 ]           |
| Reaktionsschema Burgess-Wasserabspaltung |                  | | |                                                                               |                   |
| Burton-Trifluoromethylierung |                  | | |                                                                               |                   |
| Donald J. Burton | 1985             | Bistrifluormethylcadmium/-zink, Kupfer(I)-salze, Arylhalogenide                                                                | Metathese, Kupplung, Trifluormethylierung                                                                                             | Trifluormethylaromaten                                                        | [ 177 ]           |
| Butin-Reaktion |                  | | |                                                                               |                   |
| Alexander V. Butin | 2001             | o-Tosylaminobenzylalkohole, Furane, Säure                                                                                      | Kondensation zum o-Tosylaminobenzylfuran, Cyclisierung                                                                                | Indole                                                                        | [ 178 ]           |
| Butlerow-Reaktion |                  | | |                                                                               |                   |
| Alexander Butlerow | 1861             | Formaldehyd, Calcium-Barium-Thallium-Blei-Oxide                                                                                | Selbstkondensation | Zucker                                                                        | [ 179 ]           |